# Брезовиця-при-Добу
Брезовиця-при-Добу (словен. Brezovica pri Dobu) — поселення в общині Домжале, Осреднєсловенський регіон, Словенія. 
Висота над рівнем моря: 350,5 м.